# Смирнов, Николай Степанович
Никола́й Степа́нович Смирно́в (1908 — ????) — передовик советского сельского хозяйства, Герой Социалистического Труда (1948).

## Биография
Родился в 1908 году.
Работал бригадиром полеводов колхоза «Искра» в Ставропольском районе Куйбышевской области. В 1947 году его бригада получила урожай ржи 30,5 центнеров с гектара на площади 22,7 гектара.
Указом Президиума Верховного Совета СССР от 26 февраля 1948 года за получение высоких урожаев ржи при выполнении колхозом обязательных поставок и натуроплаты за работу МТС в 1947 году и обеспеченности семенами зерновых культур для весеннего сева 1948 года Николаю Степановичу Смирнову присвоено звание Героя Социалистического Труда с вручением ордена Ленина и золотой медали «Серп и Молот».